# Röns

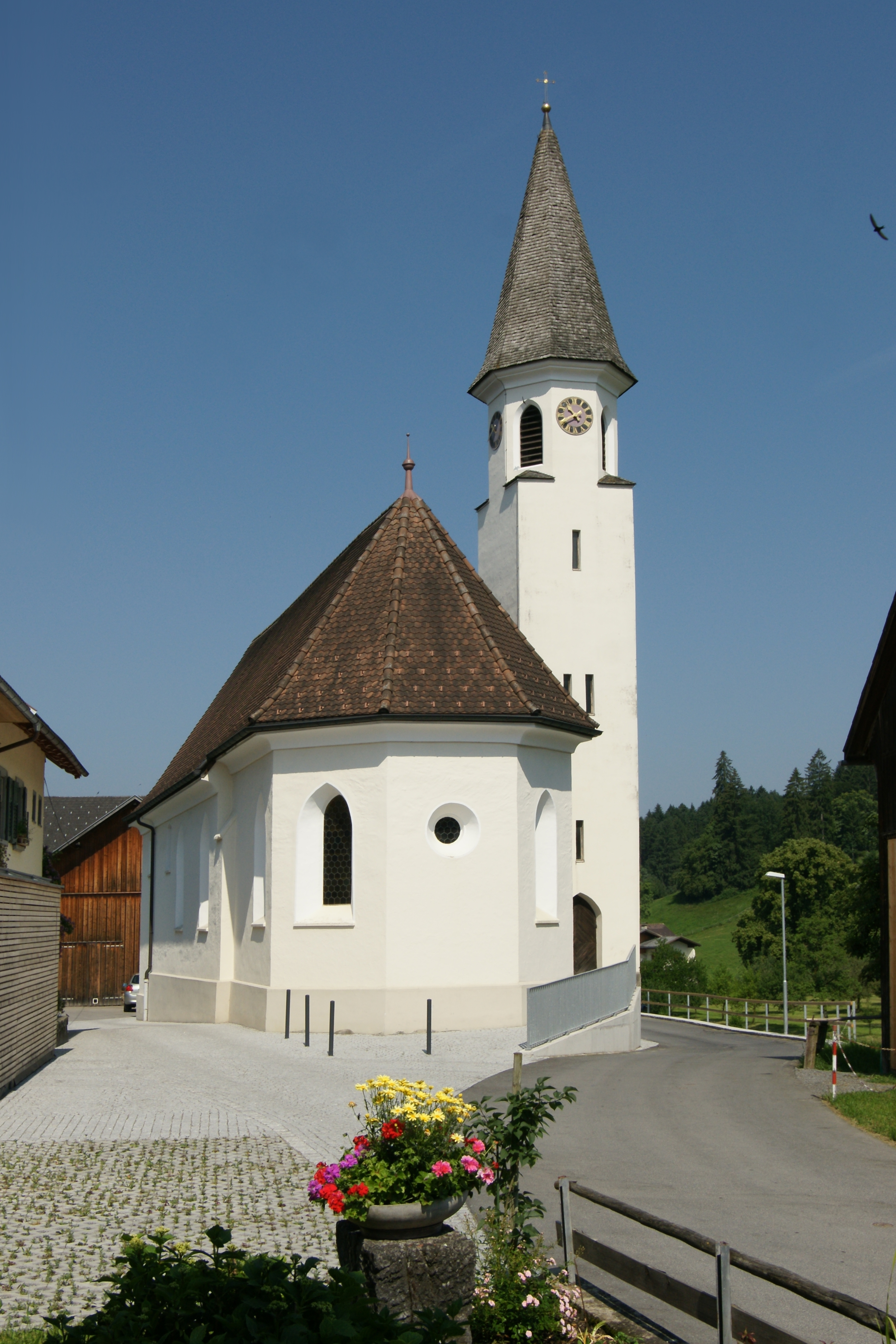
Die Ende des 15. Jahrhunderts erbaute Kirche Hl. Magnus

Röns ist eine Gemeinde  in Österreich in Vorarlberg im Bezirk Feldkirch mit 384 Einwohnern (Stand 1. Jänner 2024). Mit nur 1,44 Quadratkilometern Gemeindefläche ist Röns die flächenmäßig kleinste Gemeinde Vorarlbergs.

## Geografie
Röns liegt auf einer Terrasse rund hundert Meter über dem Illtal. Der Ort liegt in einer Höhe von 610 Meter, nach Norden steigt das Gelände bewaldet auf 650 Meter an. Die Entwässerung erfolgt nach Süden in den Vermülsbach und nach Nordwesten in das Walsbächle. Von den rund eineinhalb Quadratkilometer Gesamtfläche werden 47 Prozent landwirtschaftlich genutzt und 38 Prozent sind bewaldet.

### Gliederung
Es existieren keine weiteren Katastralgemeinden in Röns.

### Nachbargemeinden
|          | Düns                                        |          |
| Satteins | Kompassrose, die auf Nachbargemeinden zeigt | Schnifis |
|          | Schlins                                     |          |

## Geschichte
In der Flur Heidenhaus wurden in den Jahren 2017 und 2018 Mauerfragmente gefunden. Es handelt sich dabei entweder um die Überreste einer mittelalterlichen Burganlage oder um Fragmente eines römischen Burgus. Die niedrige Höhe der Mauerreste und die Anordnung der Fragmente lassen auf eine bewusste Zerstörung schließen.
Die erste urkundliche Erwähnung von Reune (Röns) stammt aus einem rätischen Urbar von 830.
Die dem hl. Magnus geweihte Kirche wurde 1495 errichtet, der Altar stammt aus dem Jahr 1508.
Die Habsburger regierten die Orte in Vorarlberg wechselnd von Tirol und Vorderösterreich (Freiburg im Breisgau) aus. Von 1805 bis 1814 gehörte der Ort zu Bayern, dann wieder zu Österreich. Zum österreichischen Bundesland Vorarlberg gehört Röns seit der Gründung 1861. Der Ort war 1945 bis 1955 Teil der französischen Besatzungszone in Österreich.

### Bevölkerungsentwicklung
In den letzten Jahrzehnten waren sowohl Geburtenbilanz als auch Wanderungsbilanz positiv.

## Kultur und Sehenswürdigkeiten
- Filialkirche hl. Magnus
- Europaschutzgebiet Walsbächle[8]

## Wirtschaft und Infrastruktur
Im Jahr 2010 gab es in der Gemeinde sieben land- und forstwirtschaftliche Betriebe, davon vier Haupterwerbsbetriebe. Im sekundären Wirtschaftssektor arbeiteten im Jahr 2011 elf Beschäftigte in sechs Betrieben, überwiegend bei der Herstellung von Waren. Im tertiären Sektor boten zwölf Betriebe 28 Personen eine Arbeit.
In Röns gibt es einen Montessorikindergarten.

## Politik

### Gemeindevertretung
In Vorarlberg wählen die Bürger alle fünf Jahre die Mitglieder der Gemeindevertretung durch Ankreuzen eines Listen-Wahlvorschlages bzw. durch Mehrheitswahl wenn kein Listenvorschlag vorliegt. Weiters den Bürgermeister durch Ankreuzen eines Wahlvorschlages.
Die Gemeindevertretung wählt in der konstituierenden Sitzung aus ihrer Mitte – sofern keine Wahl durch die Bürger zustande kam – gemäß § 61 Gemeindegesetz einen Bürgermeister und dann einen mindestens dreiköpfigen Gemeindevorstand. Die Zahl dieser „Gemeinderäte“ darf aber gemäß § 55 den vierten Teil der Zahl der Gemeindevertreter nicht übersteigen.
Der Bürgermeister führt den Vorsitz bei den generell öffentlichen Sitzungen der Gemeindevertretung, in denen kommunale Belange besprochen und Beschlüsse gefasst werden. Beobachter haben kein Mitspracherecht und kein Stimmrecht. Die Gemeindevertretung kann nach Bedarf Ausschüsse bestellen. Sitzungen des Gemeindevorstandes und der Ausschüsse sind nicht öffentlich.

#### Sitzverteilung nach den Wahlen
- Gemeindevertretungswahlen 1985: Gemeindeliste Röns 9.[14]
- Gemeindevertretungswahlen 1990: Gemeindeliste Röns 9.[15]
- Gemeindevertretungswahlen 1995: Gemeindeliste Röns 9.[16]
- Gemeindevertretungswahlen 2000: Gemeindeliste Röns 5, Röns 2000 4.[17]
- Gemeindevertretungswahlen 2005: Gemeindeliste RÖNS 5, RÖNS 2000 4.[18]
- Gemeindevertretungswahlen 2010: Gemeindeliste Röns 9.[19]
- Gemeindevertretungswahlen 2015: Gemeindeliste Röns 9.[20]
- Gemeindevertretungswahlen 2020: Gemeindeliste Röns 9.[21]
- Gemeindevertretungswahlen 2025: Gemeindeliste Röns 9.[22]

### Bürgermeister
- 1945–1947 Anton Tschann[23]
- 1947–1950 Johann Malin[23]
- 1950–1956 Johann Gohm[23]
- 1956–1965 Johann Malin[23]
- 1965–1987 Hermann Gohm[23]
- 1987–2019 Anton Gohm (Gemeindeliste Röns)[23][24]
- 2019–2025 Michael Ammann (Gemeindeliste Röns)[25]
- seit 2025 Florian Schobesberger (Gemeindeliste Röns)[26]

### Wappen
Der Gemeinde wurde 1969 folgendes Wappen verliehen: In Silber ein senkrechter rot-brauner Abtstab von grüner Rebe mit zwei Blättern und zwei Trauben umrankt.

## Persönlichkeiten

### Söhne und Töchter der Gemeinde
- Hermann Gohm (* 1930), Politiker (ÖVP) und Unternehmer
- Christine Werber (* 1946), Politikerin (ÖVP) und Fachlehrerin